# Аллентонский бегемот

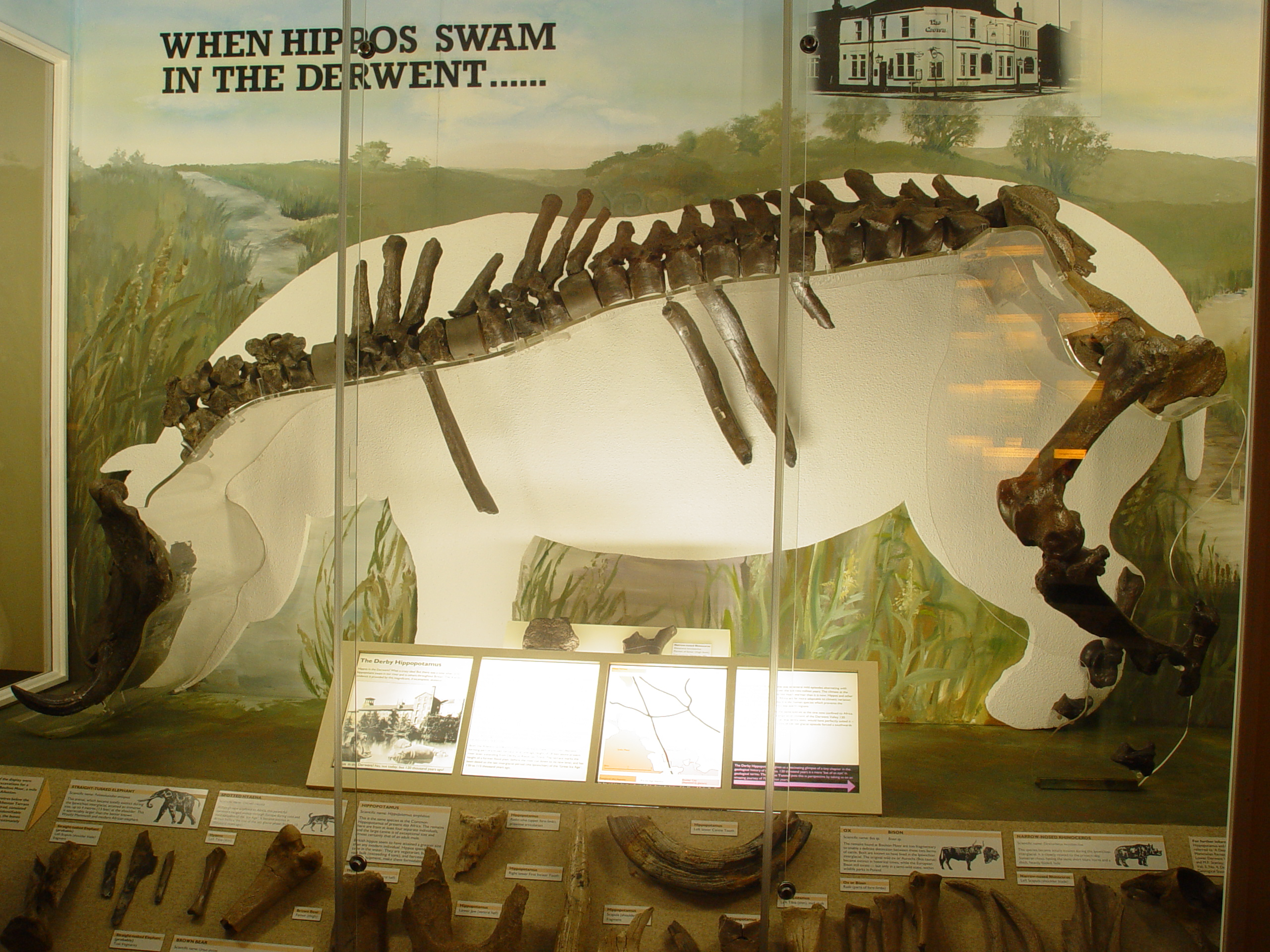
Аллентонский бегемот

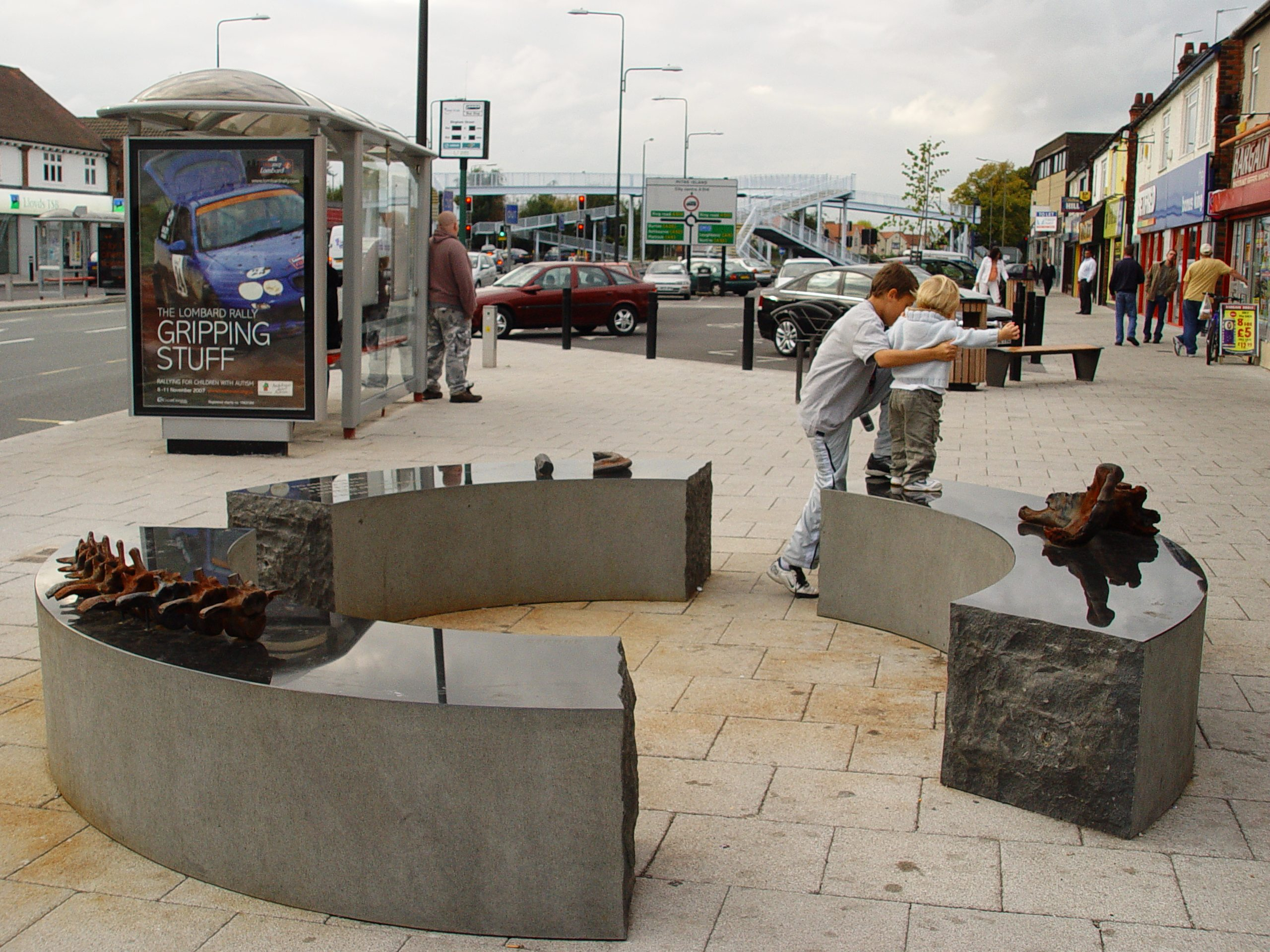
Скульптура в Аллентоне

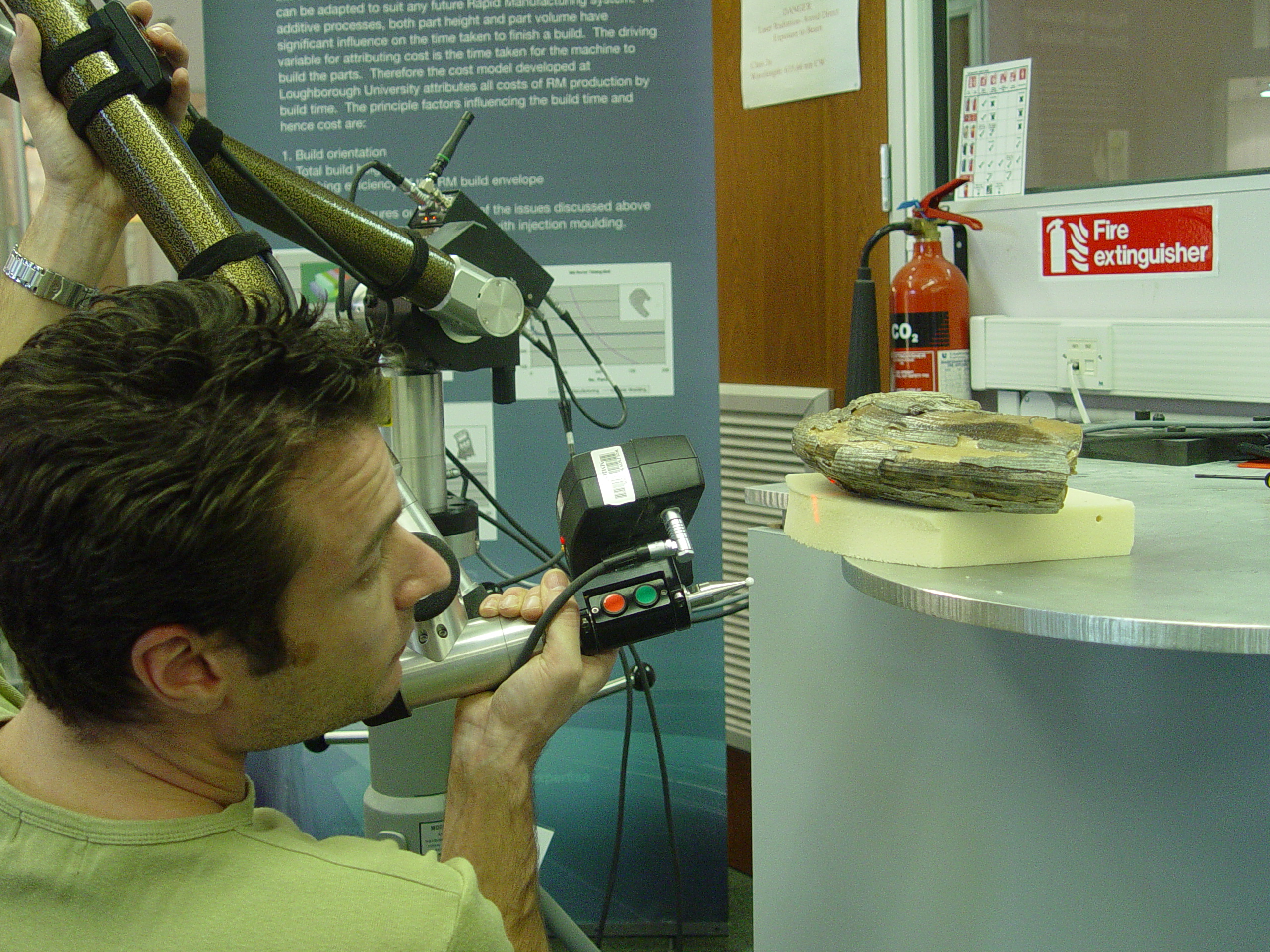
Лазерное сканирование костей Аллентонского гиппопотама

Аллентонский бегемот (англ. Allenton hippopotamus) — скелет бегемота Hippopotamus amphibius, найденный в английском поселении Аллентон, пригороде Дерби, в 1895 году. Рядом с местом обнаружения скелета установлена скульптура, сам трёхметровый (в длину) скелет хранится в Музее и художественной галерее Дерби.
Аллентон (Allenton) — деревня в 5 километрах от Дерби. В марте 1895 года при проведении земляных работ для постройки стены у Crown Inn почувствовался дурной запах, а следом были обнаружены странные большие кости. Было решено вложить средства в дальнейшие изыскания и поделиться этой находкой с общественностью. Раскопки продолжались на площади в 4,5 кв.м., хотя дно раскопок покрылось водой, проступившей на глубине в 1,8 м. Вода откачивалась насосами; за работой наблюдали Бемроуз (H.H. Bemrose) и Дирли (R.M. Deeley), который позже написал отчёт о раскопках. Кости были переданы в Музей Дерби, на тот момент уже 16 лет как открытый.
Всего было найдено 127 костей, в основном принадлежавших гиппопотаму, а также носорогу и слону. Арнольд Бемроуз (Arnold Bemrose) предположил, что данные кости являются доказательством существования некогда большого моста между Британией и Европой, так как это было самым очевидным объяснением нахождения таких костей. Сейчас считается, что кости доказывают, что 120 000 лет назад, в межледниковый период, климат был теплее, и средняя летняя температура в тех местах была больше 18 градусов по Цельсию, а зимой не было ярко выраженных периодов заморозков. Все эти кости были найдены на так называемой Allenton Terrace — залежи речного гравия, местами превышающего современный уровень реки Деруэнт на 6 метров.
В июле 1973 года рабочие нашли в тех местах и прочие кости, часть из которых тоже выставлена в Музее и художественной галерее Дерби — медведя, оленя, быка, гиппопотама, носорога и слона. Находки содержали по 1-2 кости, самой крупной из них оказался большой зуб гиппопотама.
В 2006 году для запечатления в скульптуре истории региона в Аллентон был приглашён Майкл Дан Арчер (Michael Dan Archer). Он использовал лазерное сканирование костей в музее Дерби для дальнейшего их отпечатления. Скульптура представляет собой три секции разорванного круга достаточного размера, чтобы сидеть на них; на полированной их поверхности размещены чугунные копии костей бегемота.